# Clubiona submaculata
Clubiona submaculata là một loài nhện trong họ Clubionidae.
Loài này thuộc chi Clubiona. Clubiona submaculata được Tord Tamerlan Teodor Thorell miêu tả năm 1891.